# Tragedia di Ranong del 2008
La tragedia di Ranong del 2008 fu una strage legata al traffico di esseri umani di cui furono vittime l'8 aprile 2008 alcuni immigranti illegali birmani nei pressi di Ranong, in Thailandia.

## Cronaca
Erano 121 i clandestini appena arrivati dalla Birmania che venivano trasferiti a Phuket. Erano rinchiusi in un container trasportato da un autocarro, che era stato abbandonato sulla strada principale e ispezionato dalle autorità locali quando 54 dei suoi occupanti avevano perso la vita. Le vittime erano 37 femmine e 17 maschi, tra cui diversi bambini, tutte decedute per mancanza di ossigeno. Tra i superstiti, 10 furono ricoverati in ospedale e gli altri furono fermati dalla polizia come immigranti illegali.
Secondo le testimonianze dei sopravvissuti, l'autista aveva fermato l'autocarro dopo che gli immigrati avevano iniziato a colpire le pareti del container e ad urlare, e si era dato alla fuga quando si era reso conto della tragedia. La maggior parte dei clandestini provenivano da Mottama, nella Bassa Birmania, ed altri si erano aggiunti a Kawthaung, la cittadina birmana situata sull'altra sponda del grande estuario che bagna Ranong. Il container era stato prima traghettato in territorio thailandese e poi consegnato all'autotrasportatore. Secondo un'agenzia di stampa, gli immigrati avevano pagato 6000 baht a testa per il trasporto da Ranong a Phuket.

## Nella cultura di massa
La tragedia occorsa a questi immigrati ha ispirato il drammaturgo canadese Andrew Kooman per la propria opera teatrale She has a Name, dove tratta il problema del traffico di esseri umani che alimenta lo sfruttamento della prostituzione minorile nel sudest asiatico.